# Barbacenia graciliflora
Barbacenia graciliflora är en enhjärtbladig växtart som beskrevs av Lyman Bradford Smith. Barbacenia graciliflora ingår i släktet Barbacenia och familjen Velloziaceae. Inga underarter finns listade.